# Long Island iced tea
Long Island iced tea är en drink av typen long drink. Olika varianter finns, men det vanligaste är att den görs på lika delar vodka, gin, tequila, rom och cointreau som mixas med sour (eller citronsaft) och cola. Den har fått sitt namn efter platsen den skapades på, Oak Beach Inn i Hampton Bays på Long Island, och det faktum att den liknar iste till färgen. Den skapades av bartendern Robert C. "Rosebud" Butt.